# Коно (народ)
Коно (Kono) – народ манде на північному сході Сьєрра-Леоне.
В етнографічній, зокрема, радянській, літературі (наприклад, «Народи світу», М. 1987), коно часто помилково ототожнюються з ваї.

## Територія проживання, чисельність і мова
Коно проживають у Східній провінції (Eastern Province) Сьєрра-Леоне. Етнічна країна коно розділена на 14 окремих королівств (по суті вождівств), які управляються виборними тимчасовими правителями.
Чисельність людей коно — 190 тис. чол. або 4.8 % населення країни (1989).
Розмовляють мовою коно, яка має значне діалектне членування, в тому числі і в межах «королівств».

## Господарство і суспільство
Коно вирощують кассаву, рис, городину, каву, какао; працюють на діамантових рудниках.
Розвинуті ремесла — ткацьке, гончарне, ковальське, ювелірне тощо.
Система управління — вождівство, основа — сільська община.
Зберігається система таємних союзів та ініціацій.

## Релігія
Коно додержуються традиційних культів; є мусульмани та християни.
Зберігаються пережитки традиційних вірувань — культ предків і віра в духів.